# 永康镇 (永德县)
永康镇，是中华人民共和国云南省临沧市永德县下辖的一个乡镇级行政单位。

## 行政区划
永康镇下辖以下地区：
永康村、送吐村、端德村、弯腰村、朝阳村、热水塘村、海转村、送归村、忙笼村、忙况村、忙南糯村、中山村、底卡村、忙度村、勐底村、忙捞村、鸭塘村和忙腊村。